# Arabsko morje
Arabsko morje (arabsko اَلْبَحرْ ٱلْعَرَبِيُّ, latinizirano: Al-Bahr al-ˁArabī) je morsko območje v severnem Indijskem oceanu, ki ga na zahodu omejuje Arabski polotok, Adenski zaliv in preliv Guardafui, na severozahodu pa Omanski zaliv in Iran, na severu Pakistan, na vzhodu Indija, na jugovzhodu Lakadivsko morje in Maldivi, na jugozahodu Somalija. Njegova skupna površina je 3.862.000 km²), njegova največja globina pa 4652 metrov. Adenski zaliv na zahodu povezuje Arabsko morje z Rdečim morjem skozi ožino Bab el Mandeb, Omanski zaliv pa ga na severozahodu povezuje s Perzijskim zalivom preko Hormuške ožine.

## Geografija
Površina Arabskega morja je približno 3.862.000 km². Največja širina morja je približno 2400 km, največja globina pa 4652 metrov. Največja reka, ki se izliva v morje, je reka Ind.
Arabsko morje ima dve pomembni veji - Adenski zaliv na jugozahodu, ki se povezuje z Rdečim morjem skozi ožino Bab-el-Mandeba in Omanski zaliv na severozahodu, ki se povezuje s Perzijskim zalivom. Na indijski obali sta tudi Kambajski zaliv in Kuški zaliv. Arabsko morje je prečkalo veliko pomembnih pomorskih trgovskih poti od 3. ali 2. tisočletja pred našim štetjem. Glavna morska pristanišča so pristanišče Kandla, pristanišče Mundra, pristanišče Pipavav, pristanišče Dahej, pristanišče Hazira, pristanišče Mumbai, pristanišče Nhava Sheva (Navi Mumbai), pristanišče Mormugão (Goa), pristanišče New Mangalore in pristanišče Koči v Indiji, pristanišče Karači, pristanišče Qasim in pristanišče Gvadar v Pakistanu, pristanišče Čabahar v Iranu in pristanišče Salalah v Omanu. Največji otoki v Arabskem morju so Socotra (Jemen), otok Masirah (Oman), Lakadivi (Indija) in otok Astola (Pakistan). Države z obalo na Arabskem morju so Jemen, Oman, Pakistan, Iran, Indija in Maldivi.

### Skrajne točke
Mednarodna hidrografska organizacija opredeljuje meje Arabskega morja na naslednji način:
- Na zahodu: vzhodna meja Adenskega zaliva.
- Na severu: črta, ki povezuje Ràs al Hadd, vzhodno točko Arabskega polotoka (22°32'S) in Ràs Jiyùni (61°43'V) na obali Pakistana.
- Na jugu: črta, ki poteka od južne skrajnosti atola Addu na Maldivih do vzhodne skrajnosti Ràs Hafun (najvzhodnejša točka Afrike, 10°26'S).
- Na vzhodu: zahodna meja Lakadivskega morja, črta, ki poteka od Sadašivgada na zahodni obali Indije (14°48′N 74°07′E / 14.800°N 74.117°E) do Cora Divh (13°42′N 72°10′E / 13.700°N 72.167°E) in od tod po zahodni strani lakadivskega in maldivskega arhipelaga do najbolj južne točke atola Addu na Maldivih.

### Obmejne in bazenske države
Obmejne in bazenske države:
1. Indija - 2500 km obale
2. Pakistan - 1050 km obale
3. Iran
4. Maldivi
5. Oman
6. Jemen
7. Somalija

- Arabsko morje nad Bombajem/Mumbajem
- Pogled na Arabsko morje iz vesolja
- Arabsko morje v Karačiju v Pakistanu

## Alternativna imena
Arabski in evropski geografi in popotniki so Arabsko morje zgodovinsko in geografsko omenjali z različnimi imeni, vključno z Eritrejskim morjem, Indijskim morjem, Omanskim morjem, Perzijskim morjem v odstavkih št. 34–35 Potovanja. V indijski folklori se imenuje Darja, Sindhu Sagar in Arab Samudra.
Arabski geografi, mornarji in nomadi so to morje imenovali z različnimi imeni, vključno z Akhdarskim (Zelenim) morjem, Bahre Fars (Perzijsko morje), Oceanskim morjem, Hindujskim morjem, Makranskim morjem, Omanskim morjem; med njimi Zakariya al-Qazwini, Al-Masudi, Ibn Hawqal in Hafiz-i Abru. Zapisali so: »Zeleno morje, Indijsko morje in Perzijsko morje so eno morje in v tem morju so čudna bitja«. v Iranu in Turčiji ga imenujejo Omansko morje. V Periplusu Eritrejskega morja, pa tudi na nekaterih starih zemljevidih, se Eritrejsko morje nanaša na celotno območje severozahodnega Indijskega oceana, vključno z Arabskim morjem.
- Eritrejsko morje 1838
- 1658 Janssonov zemljevid Indijskega oceana (Eritrejsko morje)
- Zahodni del Indijskega oceana, 1693
- Zemljevid iz 17. stoletja, ki prikazuje lokacije Periplusa Eritrejskega morja
- Vodoravna miniatura Malabarske obale, ponatis Petrusa Bertiusa, 1630
- Perzijsko morje
- Azija. Sinus Persicus in Mare Persicum
- Iran in Makran

## Trgovske poti
Arabsko morje je bilo pomembna pomorska trgovska pot že od obdobja obalnih jadralnih ladij, verjetno že od 3. tisočletja pr. n. št., vsekakor od poznega 2. tisočletja pr. n. št. do poznejših dni, znanih kot doba jader. V času Julija Cezarja je bilo več dobro uveljavljenih kombiniranih kopensko-morskih trgovskih poti odvisnih od vodnega prometa po morju okoli razgibanega notranjega terena na njegovem severu.
Te poti so se običajno začele na Daljnem vzhodu ali navzdol po reki Madja Pradeš v Indiji s pretovarjanjem preko zgodovinskega Bharuča (Bharakukča), prečkale negostoljubno obalo sodobnega Irana, nato pa se razcepile okoli Hadramauta v Jemnu na dva toka severno v Adenski zaliv in od tam v Levant ali južno v Aleksandrijo preko pristanišč Rdečega morja, kot je Aksum. Vsaka večja pot je vključevala pretovarjanje na živalsko karavano, potovanje po puščavski deželi in tveganje za razbojnike ter oderuške cestnine lokalnih vladarjev.
Ta južna obalna pot mimo razgibanega območja na južnem Arabskem polotoku je bila pomembna in egiptovski faraoni so zgradili več plitvih kanalov za oskrbo trgovine, enega bolj ali manj vzdolž poti današnjega Sueškega prekopa in drugega od Rdečega morja do Nila, oba plitva dela, ki so jih v antiki pogoltnili ogromni peščeni viharji. Kasneje je v Etiopiji nastalo kraljestvo Aksum, ki je vladalo trgovskemu imperiju, ki je temeljil na trgovini z Evropo prek Aleksandrije.

### Glavna pristanišča
Pristanišče Džavaharlala Nehruja v Mumbaju je največje pristanišče v Arabskem morju in največje kontejnersko pristanišče v Indiji. Glavna indijska pristanišča v Arabskem morju so pristanišče Mundra, pristanišče Kandla, pristanišče Nava Ševa, pristanišče Koči, pristanišče Mumbaj in Mormugão.
Pristanišče Karači, največje in najbolj prometno pakistansko pristanišče, leži na obali morja. Leži med mestoma Kiamari in Sadar v Karačiju.
Pakistansko pristanišče Gvadar je toplovodno globokomorsko pristanišče v Gvadarju v Baločistanu na vrhu Arabskega morja in na vhodu v Perzijski zaliv, približno 460 km zahodno od Karačija in približno 75 km vzhodno od pakistanske meje z Iranom. Pristanišče je v vzhodnem zalivu naravnega polotoka v obliki glave kladiva, ki iz obale štrli v Arabsko morje.
Pristanišče Salala v Omanu je tudi glavno pristanišče na tem območju. Mednarodna delovna skupina pogosto uporablja pristanišče kot bazo. V pristanišče in iz njega prihaja veliko vojaških ladij vseh držav, zaradi česar je zelo varen mehurček. Pristanišče je leta 2009 pretovorilo nekaj manj kot 3,5 milijona TEU.

## Otoki
V Arabskem morju je več otokov, najpomembnejši pa so otoki Lakadivi (Indija), Sokotra (Jemen), Masirah (Oman) in otok Astola (Pakistan).
Otoki Lakadivi so skupina otokov v regiji Lakadivsko morje v Arabskem morju, 200 do 440 km od jugozahodne obale Indije. Otočje je ozemlje unije in ga upravlja indijska vlada Unije. Otoki tvorijo najmanjše ozemlje Indije s skupno površino le 32 km²). Poleg teh otokov so Maldivi. Vsi ti otoki so del skupine otokov Lakshadweep-Maldives-Chagos.
Zalzala Koh (urdujsko زلزلہ کوہ‎, Potresna gora) ali Zalzala Jazeera (urdujsko زلزلہ جزیرہ‎, Potresni otok) je bil majhen otok ob obali pristaniškega mesta Gvadar v provinci Baločistan v Pakistanu, ki se je pojavil 24. septembra 2013 po potresu. Kot so predvidevali številni geologi, se je otok kmalu začel potapljati, satelitske slike pa kažejo, da je otok potonil 3 m v morje en mesec po prvem pojavu. Do konca leta 2016 je otok izginil.
Otok Astola (urdujsko جزِیرہ اَستُولا‎), znan tudi kot Jezira Haft Talar  (Urdu, زروان ءِ هفت تلار ali 'Otok sedmih gričev', je majhen, nenaseljen otok na severnem koncu Arabskega morja v pakistanskih teritorialnih vodah, približno 25 km južno od najbližjega dela obale in 39 km jugovzhodno od ribiškega pristanišča Pasni. Astola je največji pakistanski otok na morju, dolg približno 6,7 km z največjo širino 2,3 km in površino približno 6,7 km². Administrativno je otok del podokrožja Pasni okrožja Gvadar v provinci Baločistan. 
Sokotra arabsko سُقُطْرَىٰ Suquṭrā) je največji otok, ki je del majhnega arhipelaga štirih otokov. Leži približno 240 km vzhodno od Afriškega roga in 380 km južno od Arabskega polotoka. Leži med kanalom Guardafui in Arabskim morjem ter blizu glavnih ladijskih poti, Sokotra je največji od štirih otokov v arhipelagu Sokotra. Od leta 2013 je otočje guvernat Sokotra. Trenutno je otok pod de facto nadzorom Južnega prehodnega sveta, ki ga podpira ZAE, secesionističnega udeleženca državljanske vojne v Jemnu, ki poteka.
Masirah (arabsko جَزِيْرَة مَصِيْرَة, latinizirano: Jazīrat Maṣīrah) in pet otočkov Khuriya Muriya so otoki ob jugovzhodni obali Omana. Masirah je otok ob vzhodni obali celinskega Omana v Arabskem morju in največji otok v državi. Dolg je 95 km v smeri sever-jug, širok med 12 in 14 km, s površino približno 649 km² in populacijo, ocenjeno na 12.000 v 12 vaseh, večinoma na severu otoka.

## Glavna mesta
Na obali Arabskega morja je veliko večjih mest in krajev. Nekatera večja mesta so Mumbaj, Maskat, Karači, Aden, Salala, Thiruvananthapuram, Koči, Kožikode, Kollam, Mangalore, Bhavnagar, Džamnagar, Mogadiš, Gvadar, Abu Dabi, Mundra, Dubaj, Kannur, Panaji, Karvar, Udupi, Ratnagiri, Murdešvar, Colombo, Takamaka in Dhiffuši.

## Območje minimalnega kisika
Arabsko morje ima eno od treh največjih oceanskih območij minimalne vsebnosti kisika (OMZ) ali »mrtvih con« na svetu, skupaj z vzhodnim tropskim severnim Pacifikom in vzhodnim tropskim južnim Pacifikom. OMZ imajo zelo nizke ravni kisika, ki jih standardna oprema včasih ne zazna. OMZ v Arabskem morju ima najnižje ravni kisika na svetu, zlasti v Omanskem zalivu. Vzroki za OMZ so lahko neobdelane odplake in visoke temperature na indijski podcelini, ki povečujejo veter, ki piha proti Indiji, prinaša hranila in zmanjšuje kisik v vodah Arabskega morja. Pozimi fitoplankton, primeren za razmere z nizko vsebnostjo kisika, obarva OMZ svetlo zeleno.

## Okolje in prostoživeče živali
Divje živali Arabskega morja so raznolike in povsem edinstvene zaradi geografske razširjenosti.
- Zahodni del Indijskega oceana, Vincenzo Maria Coronelli, 1693 iz svojega sistema globalnih grebenov na obalo Makran
- Gozdovi mangrov so bogati južno od Karačija v Pakistanu
- Areka palme in sončni zahod na otoku Minoo v Iranu.
- Kritično ogrožena
- Mati Dugong in njeni potomci v plitvih vodah.
- Makranska obala
- Makoranska obala v Iranu
- Makranska obala
- Iran

## Segrevanje Arabskega morja
Nedavne študije Indijskega inštituta za tropsko meteorologijo so potrdile, da se Arabsko morje monotono segreva; verjetno je to posledica globalnega segrevanja.

## Podvodni tunel
Predviden je železniški predor pod morjem. Povezala bo ZAE z zahodno obalo Indije. Predor bo podprt s pontoni in bo dolg skoraj 2000 kilometrov.